# Ángel Romero (chitarrista)
Ángel Romero (Malaga, 17 agosto 1946) è un chitarrista spagnolo.
È fondatore e membro del quartetto Los Romeros. È il figlio più piccolo di Celedonio Romero (fratello quindi di Célin e Pepe), che nel 1957 lasciò la Spagna di Franco per emigrare con la famiglia negli Stati Uniti.
Romero ha debuttato come chitarrista all'età di 6 anni, e, a 16 ha debuttato come chitarrista solista nella Los Angeles Philharmonic's, nella Prima del Concierto de Aranjuez sulla Costa Occidentale degli Stati Uniti. Ha studiato e condotto con Eugene Ormandy, la Philadelphia Orchestra.
Ha suonato come solista nella New York Philharmonic, nell'Orchestra di Cleveland, nella Royal Philharmonic, nella New World Symphony e nell'Orchestra reale del Concertgebouw. Ha anche condotto la Pittsburg Symphony Orchestra, la Academy of St Martin in the Fields, la Royal Philharmonic, la Germany's NDR Symphony Orchestra and the Berliner Symphonyker, la Beijing Philharmonic, la Euro-Asia Philharmonic, la Shanghai Symphony, la Bogotá Philharmonic, la Chicago Sinfonietta, la Orchestra de Baja California, la Santa Barbara Symphony, la San Diego Symphony and the San Diego Chamber Orchestra e altre. Ha inciso dischi e Cd per diverse compagnie fra cui la RCA e la EMI.
Nel 2007 ha ricevuto dalla Recording Academy che premia con i Grammy Awards il riconoscimento della sua opera con il Recording Academy President's Merit Award.
Ha partecipato a diversi film, tra cui:
- Milagro, diretto da Robert Redford, quale chitarrista solista nell'esecuzione della colonna sonora del film;
- Bienvenido-Welcome, un film del 1994 diretto da Gabriel Retes, per il quale ha composto e diretto la colonna sonora, che gli valse nel 1995 il Premio Ariel, Academy Award del Messico;
- Sfida d'onore, film del 1991 diretto da Jeremy Kagan, quale chitarrista solista nell'esecuzione della colonna sonora del film;
- Patto di sangue, un film del 1963 diretto da Taylor Hackford, nel quale compare come attore in un cameo.

## Il Romero Guitar Quartet
- 1960-1990: Celedonio Romero, Celin Romero, Pepe Romero, Àngel Romero
- 1990-1996: Celedonio Romero, Celin Romero, Pepe Romero, Calino Romero
- dal 1996: Calino Romero, Pepe Romero, Celin Romero, Lito Romero